# Sabellaria bellani
Sabellaria bellani är en ringmaskart som beskrevs av Kirtley 1994. Sabellaria bellani ingår i släktet Sabellaria och familjen Sabellariidae. Inga underarter finns listade i Catalogue of Life.